# VW Геркулеса
VW Геркулеса (лат. VW Herculis) — одиночная переменная звезда* в созвездии Геркулеса на расстоянии (вычисленном из значения параллакса) приблизительно 6450 световых лет (около 1978 парсек) от Солнца. Видимая звёздная величина звезды — от менее +16m до +12m.
Открыта Чарльзом Робертом д’Эстером в 1914 году*.

## Характеристики
VW Геркулеса — красный гигант, пульсирующая переменная звезда, мирида (M) спектрального класса M3-M4, или M4e. Эффективная температура — около 3287 K.